# حد مکانی، آمریکا
حد مکانی، آمریکا (انگلیسی: Deadline – U.S.A.) یک فیلم جنایی به کارگردانی ریچارد بروکس است که در سال ۱۹۵۲ منتشر شد. منتقد فیلم مجلهٔ ورایتی نقد مثبتی برای فیلم و نقش‌آفرینی هامفری بوگارت نوشت.

## داستان
اد هاچسون، سردبیر جسور و پرشور یک روزنامهٔ بزرگ شهری به نام «دی دی» است. او به مارگارت گَریسون، ناشر روزنامه و بیوهٔ بنیان‌گذار آن، وفاداری کامل دارد، اما خانم گَریسون در آستانهٔ فروش روزنامه به سرمایه‌گذارانی است که قصد دارند برای همیشه آن را تعطیل کنند.
هاچسون دغدغه‌های دیگری هم دارد، از جمله اینکه همسر سابقش، نورا، قصد ازدواج مجدد دارد. او همچنین خبرنگارانش را مأمور تحقیق دربارهٔ قتل یک زن جوان و نقش تبهکاری به نام توماس ریِنزی می‌کند؛ موضوعی که می‌تواند یا موجب افزایش تیراژ روزنامه شود و آن را نجات دهد، یا آخرین داستان مهمی باشد که این روزنامه پوشش می‌دهد.
خبرنگاران کشف می‌کنند که زن مقتول، بسی اشمیت، معشوقهٔ ریِنزی بوده و برادر او، هرمان، با این گانگستر معاملات غیرقانونی داشته است. هاچسون فرصتی در اختیار هرمان می‌گذارد تا داستانش را در امنیت بازگو کند، اما آدم‌های ریِنزی که خود را به‌جای پلیس جا زده‌اند، او را با خود می‌برند و در نتیجه، هرمان کشته می‌شود.
همه‌چیز از دست‌رفته به نظر می‌رسد، چراکه دختران خانم گَریسون، کیتی و آلیس، که سهام‌داران اصلی‌اند، حاضر به عقب‌نشینی نمی‌شوند، و قاضی اجازهٔ فروش روزنامهٔ «دی دی» را صادر می‌کند. در همین هنگام، مادر سالخوردهٔ بَسی، خانم اشمیت، با دفتر خاطرات دخترش و مبلغ دویست هزار دلار پول نقد نزد هاچسون می‌آید که مدارکی از فعالیت‌های غیرقانونی ریِنزی ارائه می‌دهد. هاچسون تهدیدهای گانگستر را نادیده می‌گیرد و دستگاه‌های چاپ آغاز به کار می‌کنند.

## بازیگران
- هامفری بوگارت
- اتل باریمور
- کیم هانتر
- اد بگلی
- پال استوارت
- جیمز دین
- ویلیس بوشی
- امرسون تریسی
- نورمن لِویت[۳]